# 柳家福多楼
柳家 福多楼（やなぎや ふくたろう、1976年7月27日 - ）は、落語協会所属の落語家。本名∶上野 裕司。紋は「くくり猿」。福岡県筑紫野市出身。

## 経歴
2009年1月、三代目柳家権太楼に入門、「ごんろく」を名乗る。7月21日に前座となり「おじさん」に改名。
2013年に、二ツ目昇進。一門の由緒名「さん光」と改名。
2023年9月下席より、林家まめ平、柳家かゑる改メ二代目柳家平和、林家木りん改メ林家希林と共に真打に昇進し「柳家福多楼」に改名。

## 芸歴
- 2009年
  - 1月∶三代目柳家権太楼に入門[1]。
  - 7月∶前座となる。前座名は「おじさん」[1]。
- 2013年∶二ツ目昇進、「さん光」と改名[1]。
- 2023年9月∶真打昇進、「柳家福多楼」と改名[1]。

## 出演

### 映画
- 二つ目物語（2022年、林家しん平監督、クロスロード）- 揖保家光太郎 役